# بحران ارزی ۱۴۰۱ ایران
بحران ارزی ۱۴۰۱ ایران در پی افزایش مداوم نرخ دلار در ایران در بحبوحه خیزش ۱۴۰۱ ایران به وجود آمد. نرخ آزاد دلار آمریکا در طول سال ۱۴۰۱ نوسان صعودی کم‌سابقه‌ای را تجربه کرد؛ از ۲۶ هزار و ۳۰۰ تومان در آغاز فروردین تا ۶۲ هزار تومان در ۷ اسفند بالا رفت و سپس تا ۴۲ هزار و ۶۰۰ تومان عقب‌نشینی کرد ولی در نهایت خود را در آخرین روز کاری سال به ۴۹ هزار تومان رساند.
نرخ دلار در سه ماه ابتدایی خیزش اعتراضی، نزدیک به ۷ هزار تومان رشد کرد و ارزش پول ملی ایران در این مدت بیش از ۲۲ درصد سقوط کرد. با تداوم اعتراضات سراسری ضدحکومتی و دور شدن احتمال احیای برجام، تا هفته اول دی‌ماه پول ملی ایران حدود یک‌چهارم ارزش خود را از دست داد و علی صالح‌آبادی، رئیس کل بانک مرکزی ایران، از سمت خود استعفا داد. جمهوری اسلامی ایران و رسانه‌های وابسته‌اش، خیزش اعتراضی را عامل افزایش نرخ دلار معرفی کردند. ولی اقتصاددان خود دولت سید ابراهیم رئیسی را عامل افزایش نرخ ارز می‌دانند تا بتواند بر کسری بودجه فزاینده‌اش غلبه کند.

## پیش‌زمینه
سقوط ارزش ریال طی یک دهه ۱۳۹۰ امری معمول بوده و پول ملی ایران تقریبا ۹۵ درصد از ارزش خود را از دست داده و به بی‌ارزشترین پول دنیا تبدیل شده است. از ابتدای سال ۱۴۰۰ تا زمان آغاز خیزش اعتراضی، نرخ دلار در بازار آزاد ایران به طور متوسط کمی بیشتر از ۳۰ هزار تومان بود.
ایران از اواخر شهریور ۱۴۰۱ صحنه خیزش اعتراضی کم‌سابقه‌ای شد که در اعتراض به کشته‌شدن مهسا امینی شهروند ۲۲ ساله ایرانی در زمان بازداشت توسط مأموران گشت ارشاد آغاز شد. سرکوب این خیزش توسط جمهوری اسلامی ایران باعث تنش در روابط خارجی ایران شد و از جمله مذاکرات احیای توافق برجام را متوقف کرد.
با اینکه دولت سیزدهم جمهوری اسلامی ایران ادعا دارد فروش نفت را به پیش از دوره تحریم نفت و گاز رسانده‌است اما این دولت با کسری بودجه هنگفتی رو به رو است که احتمال فروش نفت به میزان پیش‌بینی شده در قانون بودجه ۱۴۰۱ و تحقق درآمدهای نفتی را کاهش می‌دهد.
سازمان برنامه و بودجه در مهرماه ۱۴۰۰ پیش‌بینی کرده بود که نرخ دلار در پایان سال ۱۴۰۱ به ۱۸ هزار و ۱۰۰ تومان و در سال ۱۴۰۵ به ۴۴ هزار تومان برسد، این در حالی است که این نرخ در روز ۲۳ بهمن ۱۴۰۱ به حدود ۴۶ هزار تومان رسید.

## عامل
قیمت ارز در بازار غیررسمی تهران در بحبوحه خیزش سراسری ایران به‌طور پی در پی افزایش داشته‌است. در میان ارزهای خارجی، دولت سید ابراهیم رئیسی با حساسیت بیشتری در تلاش برای کنترل نرخ برابری هر دلار آمریکا در برابر ریال است. ۲۶ آذر و در چهارمین ماه این خیزش اعتراضی، علی صالح‌آبادی، رئیس کل بانک مرکزی ایران، یکی از علل افزایش نرخ دلار را ناآرامی‌های ایران عنوان کرد. در انتهای آذرماه، سید احسان خاندوزی، وزیر اقتصاد ایران، با اشاره به خیزش اعتراضی ایران، شبکه فارسی‌زبان ایران‌اینترنشنال را «مسئول تلاطم‌های ارزی و پولی» ایران معرفی کرد. به اعتقاد حسین راغفر، اقتصاددان، دولت سید ابراهیم رئیسی عامل افزایش نرخ ارز در بحبوحه خیزش اعتراضی است تا بتواند بر کسری بودجه فزاینده‌اش غلبه کند.
برخی تحلیلگران مجموعه‌ای از عوامل، از جمله بی‌ثباتی سیاسی، اعتصاب‌های گسترده، قطع و اختلال در اینترنت و به بن‌بست رسیدن مذاکرات احیای برجام را در سقوط ارزش پول ملی ایران در برابر ارزهای معتبر دخیل می‌دانند. گروهی از فعالان بازار نیز معتقدند این عوامل باعث شده‌است تقاضای خرید ارز برای حفظ ارزش سرمایه و پس‌انداز افزایش پیدا کند. اما کارشناسان صعود نرخ دلار در بازار ایران را بیش از همه متأثر از عوامل بنیادینی همچون کسری بودجه فزاینده دولت سید ابراهیم رئیسی و ناتوانی بانک مرکزی ایران در مهار نرخ تورم ۴۰ درصدی و نرخ ۳۵ درصدی رشد نقدینگی می‌دانند.
به گزارش روزنامه کیهان، وابسته به رهبر جمهوری اسلامی ایران، خیزش اعتراضی «از طریق برهم‌زدن امنیت روانی جامعه و دامن‌زدن به تقاضای کاذب ارز، در ایجاد التهاب در بازار نقش قابل‌توجهی داشته‌است.» به گزارش روزنامه جام جم، وابسته به سازمان صدا و سیمای جمهوری اسلامی ایران، وقوع خیزش اعتراضی به نوسانات نرخ ارز دامن زده‌است.
به گزارش روزنامه همشهری، وابسته به شهرداری تهران، بررسی روند تحولات قیمت در بازار ارز طی سه ماه ابتدایی خیزش اعتراضی و همزمانی با توقف احیای برجام و تشدید فشار تحریم‌های ایالات متحده آمریکا و اتحادیه اروپا علیه شرکت‌ها و اشخاص ایرانی نشان می‌دهد، در این مدت قیمت هر دلار آمریکا ۱۸ درصد رشد کرده‌است. روزنامه اعتماد چاپ تهران نیز گزارش داده بود قیمت دلار در سه ماه ابتدایی خیزش اعتراضی، نزدیک به ۷ هزار تومان رشد کرده و ارزش پول ملی ایران در این مدت «بیش از ۲۲ درصد سقوط کرده» است.
در انتهای آذرماه، سید احسان خاندوزی، وزیر اقتصاد ایران، با اشاره به خیزش اعتراضی ایران، شبکه فارسی‌زبان ایران‌اینترنشنال را «مسئول تلاطم‌های ارزی و پولی» ایران معرفی کرد.
تصمیم پارلمان اروپا برای ارائه درخواست قرار گرفتن سپاه پاسداران در فهرست سازمان‌های تروریستی اتحادیه اروپا، توقف اعطای پرچم پاناما به نفتکش‌های ایرانی برای دور زدن تحریم‌های آمریکا و اقدام خزانه‌داری ایالات متحده در تشدید سخت‌گیری‌ها در خصوص مبادلات دلاری ایران و عراق، باعث ادامه رکوردشکنی‌های نرخ دلار در بهمن ماه شد. رکوردشکنی‌های بهمن با افزایش محدودیت‌های اعمال شده از سوی خزانه‌داری ایالات متحده برای انتقال دلار به ایران از مرزهای کشورهای همسایه به ویژه عراق و امارات عربی متحده، بالارفتن رقم کسری بودجه دولت، صعود مستمر حجم نقدینگی و نرخ تورم همزمان با رشد محدود اقتصاد ایران ادامه پیدا کرد.

## روزشمار
| روز     | نرخ دلار            |
| ------- | ------------------- |
| ۱۱ مهر  | ۳۳ هزار و ۲۵۰ تومان |
| ۹ آبان  | ۳۳ هزار و ۳۴۰ تومان |
| ۱۰ آبان | ۳۳ هزار و ۹۵۰ تومان |
| ۱۱ آبان | ۳۴ هزار و ۷۳۰ تومان |
| ۱۲ آبان | ۳۴ هزار و ۹۱۰ تومان |
| ۱۴ آبان | ۳۶ هزار و ۴۰۰ تومان |
| ۱۶ آبان | ۳۶ هزار و ۷۰۰ تومان |
| ۱۹ آذر  | ۳۷ هزار و ۲۰ تومان  |
| ۲۱ آذر  | ۳۷ هزار و ۹۰۰ تومان |
| ۲۲ آذر  | ۳۸ هزار و ۲۴۰ تومان |
| ۲۳ آذر  | ۳۸ هزار و ۶۹۰ تومان |
| ۲۶ آذر  | ۳۹ هزار و ۲۰۰ تومان |
| ۲۹ آذر  | ۳۹ هزار و ۷۶۰ تومان |
| ۱ دی    | ۴۰ هزار و ۳۰ تومان  |
| ۳ دی    | ۴۰ هزار و ۲۶۰ تومان |
| ۴ دی    | ۴۱ هزار ۱۶۰ تومان   |
| ۵ دی    | ۴۱ هزار و ۶۵۰ تومان |
| ۶ دی    | ۴۲ هزار و ۱۴۰ تومان |
| ۷ دی    | ۴۴ هزار تومان       |
| ۱ بهمن  | ۴۴ هزار و ۴۵۰ تومان |
| ۲ بهمن  | ۴۵ هزار و ۴۰۰ تومان |
| ۲۳ بهمن | ۴۵ هزار و ۹۵۰ تومان |
| ۲۶ بهمن | ۴۷ هزار و ۲۰۰ تومان |
| ۲۶ بهمن | ۴۷ هزار و ۶۸۰ تومان |
| ۳۰ بهمن | ۴۹ هزار و ۲۰۰ تومان |
| ۱ اسفند | ۵۰ هزار و ۸۰ تومان  |
| ۳ اسفند | ۵۰ هزار و ۸۰۰ تومان |
| ۴ اسفند | ۵۲ هزار و ۶۵۰ تومان |
| ۵ اسفند | ۵۴ هزار تومان       |
| ۶ اسفند | ۵۷ هزار و ۵۰۰ تومان |
| ۷ اسفند | ۶۰ هزار و ۱۵۰ تومان |

نرخ دلار که در ابتدای این خیزش سراسری زیر ۳۲ هزار تومان بود، در ۱۱ مهر ۱۴۰۱ به ۳۳ هزار و ۲۵۰ تومان اوج گرفت و رکورد تاریخی زد؛ سپس برای چند روز حدود هزار تومان افت کرد، اما دوباره روند صعودی گرفت و پنج‌شنبه پنجم آبان بار دیگر وارد کانال ۳۴ هزار تومان شد و با افزایشی ۱۸۰ تومانی به ۳۳ هزار و ۸۰ تومان رسید. در دوشنبه ۹ آبان با ۳۳ هزار و ۳۴۰ تومان و در سه‌شنبه ۱۰ آبان نیز با نرخ ۳۳ هزار و ۹۵۰ تومان رکوردشکنی کرد.
چهارشنبه ۱۱ آبان برای خرید ارز در برابر صرافی‌ها تجمع و صف خرید تشکیل شد و قیمت هر دلار آمریکا از ۳۴ هزار تومان فراتر رفت و به ۳۴ هزار و ۷۳۰ تومان رسید. پنج‌شنبه ۱۲ آبان نیز هر دلار آمریکا در بازار آزاد ایران به قیمت ۳۴ هزار و ۹۱۰ تومان معامله شد و ساعاتی از روز، حتی از این مبلغ نیز فراتر رفت.
شنبه ۱۴ آبان و با شروع هفته جدید قیمت دلار در بازار آزاد تهران روند صعودی خود را ادامه داد و از ۳۶ هزار تومان گذشت. بازار ارز کار خود را با دلار ۳۵ هزار و ۲۰۰ تومانی آغاز کرد اما از ساعت ۱۲ ظهر به بعد روند افزایشی قیمت دلار باعث شد تا بازار خرید و فروش دچار اختلال و توقف شود. این قیمت تا ۳۶ هزار و ۴۰۰ تومان نیز بالا رفت و سپس در عصر شنبه ۱۴ آبان کمی نزولی شد و به ۳۶ هزار و ۹۰ تومان رسید. نرخ ارز پس از یک توقف یک روزه در حوالی ۳۶ هزار تومان، دوشنبه ۱۶ آبان رویه صعودی خود را از سرگرفت و به حدود ۳۶ هزار و ۷۰۰ تومان رسید.
شنبه ۱۹ آذر و در سیزدهمین هفته اعتراضات در ایران، نرخ دلار در بازار آزاد ایران تا ۳۷ هزار و ۲۰ تومان اوج گرفت و به یک رکورد تاریخی جدید رسید. نرخ دلار در ایران در دوشنبه ۲۱ آذر با ۳۷ هزار و ۹۰۰ تومان، سه‌شنبه ۲۲ آذر، با ۳۸ هزار و ۲۴۰ تومان و چهارشنبه ۲۳ آذر با ۳۸ هزار و ۶۹۰ تومان بازهم رکوردشکنی کرد.
در چهارمین ماه خیزش اعتراضی، بهای دلار در بازار آزاد ایران در روز شنبه، ۲۶ آذر، همچنان افزایشی بود و در آغاز بعدازظهر بهای دلار در این روز به ۳۹ هزار و ۲۰۰ تومان هم رسید در روز سه‌شنبه، ۲۹ آذر، باز هم افزایش یافت و در این روز هر دلار در ساعات ابتدایی کار ۳۹ هزار و ۷۶۰ تومان هم معامله شد.
در روز پنج‌شنبه، اول دی‌ماه، از ۴۰ هزار تومان هم گذشت و با ثبت رکوردی جدید به ۴۰ هزار و ۳۰ تومان رسید. در روز شنبه، سوم دی‌ماه، همچنان بالای ۴۰ هزار تومان بود و با ثبت رکوردی جدید به ۴۰ هزار و ۲۶۰ تومان، در روز یکشنبه چهارم دی، به ۴۱ هزار ۱۶۰ تومان و دوشنبه ۵ دی، به ۴۱ هزار و ۶۵۰ تومان هم رسید.
قیمت دلار در روز سه‌شنبه، ششم دی‌ماه، با وجود تعطیل بودن بازار ایران به ۴۲ هزار و ۱۴۰ تومان و چهارشنبه، هفتم دی‌ماه، به ۴۳ هزار و ۲۷۰ تومان هم رسید و عصر چهارشنبه با رشدی ۱۸۰۰ تومانی نسبت به روز قبل، به ۴۴ هزار تومان رسید.
روز پنج‌شنبه ۸ دی ۱۴۰۱ محمدرضا فرزین جایگزین علی صالح‌آبادی در بانک مرکزی ایران شد و طی سه روز نرخ دلار روند نزولی داشت و به زیر ۴۰ هزار تومان کاهش یافت اما بعداً دوباره روند صعودی گرفت و روز شنبه ۱۷ دی‌ماه با افزایشی نزدیک به ۱۱۰۰ تومانی تا ۴۱ هزار و ۲۵۰ تومان اوج گرفت و در روز شنبه، اول بهمن‌ماه، هفته خود را با رکورد جدید ۴۴ هزار و ۴۵۰ تومان آغاز کرد.
نرخ آزاد دلار در جریان معاملات روز یکشنبه، اول بهمن‌ماه، با ثبت رکوردهای پیاپی تا ۴۵ هزار و ۴۰۰ تومان صعود کرد و روز یکشنبه ۲۳ بهمن، به ۴۵ هزار و ۹۵۰ تومان، روز چهارشنبه ۲۶ بهمن، به ۴۷ هزار و ۲۰۰ تومان و روز پنجشنبه ۲۷ بهمن، به ۴۷ هزار و ۶۸۰ تومان رسید.
بازار آزاد ارز تهران در جریان خرید و فروش‌های روز یکشنبه ۳۰ بهمن ۱۴۰۱، شاهد ثبت پیاپی رکوردهای تاریخی بی‌سابقه بود؛ چنان‌که بهای فروش دلار برای دقایقی تا ۴۹ هزار و ۲۰۰ تومان بالا رفت. بهای فروش دلار در بازار آزاد به سرعت از نرخ ۴۷ هزار و ۶۷۰ تومان روز شنبه فاصله گرفت و با ثبت نرخ‌های بی‌سابقه تا ۴۹ هزار و ۲۰۰ تومان صعود کرد ولی سپس به دامنه ۴۸ هزار تومان بازگشت و در فاصله ۴۸ هزار و ۵۰۰ تا ۴۹ هزار تومان نوسان کرد.
بر اساس گزارش‌های لحظه‌ای وب‌سایت «بن‌بست»، قیمت هر دلار آمریکا در بازار آزاد ارز تهران حوالی ظهر دوشنبه ۱ اسفند، از مرز نمادین ۵۰ هزار تومان عبور کرد و به ۵۰ هزار و ۸۰ تومان رسید. در حالی که بانک مرکزی ایران روز سه‌شنبه ۲ اسفند، با هدف سامان دادن به بهای ارزهای خارجی مرکز مبادله ارز و طلا را افتتاح کرد، قیمت دلار در بازار آزاد با افزایش در روز چهارشنبه ۳ اسفند، به ۵۰ هزار و ۸۰۰ تومان رسید.
نرخ فروش هر دلار آمریکا در جریان معاملات روز پنجشنبه ۴ اسفند ۱۴۰۱، با ثبت یک اوج تاریخی دیگر به ۵۲ هزار و ۶۵۰ تومان رسید که در مقایسه با نرخ ۲۶ هزار و ۳۰۰ تومانی ثبت شده در جریان داد و ستدهای فروردین همین سال از سقوط ۱۰۰ درصدی نرخ برابری ریال ایران مقابل دلار آمریکا طی ۱۱ ماه گذشته حکایت داشت. نرخ دلار آمریکا روز جمعه ۵ اسفند، در بازارهای آزاد ایران با افزایشی ۱۳۵۰ تومانی نسبت به روز گذشته به رکورد ۵۴ هزار تومان رسید.
در روز شنبه ۶ اسفند، نرخ دلار آمریکا در بازارهای آزاد ایران با جهشی ۳۵۰۰ تومانی نسبت به روز گذشته به رکورد ۵۷ هزار و ۵۰۰ تومان رسید و در ۷ اسفند، برای نخستین بار از مرز ۶۰ هزار تومان فراتر رفت و اوج تاریخی ۶۰ هزار و ۱۵۰ تومان را ثبت کرد و در داد و ستدهایی کم حجم حتی ۶۲ هزار تومان نیز خریداری شد.

## پیامدها
با ادامه خیزش سراسری در ایران و عدم امید به احیای برجام، مردم ایران با نگرانی از کاهش شدید ارزش پول ملی، سرمایه‌های خود را از بورس، بانک و سایر بازارها به دلار و طلا تبدیل می‌کنند.
با ادامه افزایش نرخ دلار در خیزش اعتراضی، علی صالح‌آبادی، رئیس کل بانک مرکزی، افشین خانی، معاون ارزی خود را برکنار کرد ولی بعدا صالح‌آبادی هم استعفا داد و هشتم دی هیئت دولت ایران محمدرضا فرزین را جانشین او کرد.
افزایش قیمت ارز در ایران سبب افزایش اختلاف در داخل حکومت ایران شد. دوره یازدهم مجلس شورای اسلامی در ۴ آذر به بررسی افزایش نرخ ارز و برنامه و عملکرد دولت پرداخت و نمایندگان این مجلس با انتقاد از سیاست‌های پولی بانک مرکزی، دلایل ارائه شده از سوی مقام‌های دولتی را رد کردند. روح‌الله ایزدخواه نماینده در تهران در این جلسه افزایش نرخ ارز در دولت ابراهیم رئیسی را بی ارتباط با خیزش اعتراضی عنوان کرد. همچنین هیئت نظارت بر مطبوعات به بعضی روزنامه‌ها و خبرگزاری‌های داخل ایران دربارهٔ پوشش خبرهای مرتبط با افزایش نرخ ارز، تذکر داد.
افزایش قیمت دلار در بازار ایران سبب افزایش شدید در قیمت موبایل نیز شد، تا آنجا که قیمت آیفون ۱۳ به صد میلیون تومان هم رسید. روز چهارشنبه، هفتم دی‌ماه، با تغییر ساعت به ساعت قیمت دلار در بازارهای مالی ایران، برخی فروشگاه‌های موبایل در تهران از جمله بازار موبایل علاءالدین دست از کار کشیدند.